# Českolipský kraj
Českolipský kraj byl vytvořen v roce 1849 v důsledku závažných změn státní správy Rakousko-Uherska po revolučním roce 1848. O pár let později byl Bachovou administrativou zrušen.

## Historie

### Zřízení kraje
Po revolučních událostech roku 1848 byla správa císařství Rakousko-Uherska zreorganizována a bylo zrušeno nevolnictví. Byla zrušena dosavadní panství řízená šlechtou a zaváděna státní správa. Během roku 1849 byla vydána řada dokumentů, které měly nový systém uvést v platnost. Od 1. ledna 1850 mělo v Čechách fungovat 7 krajů se 79 okresními hejtmanstvími. Do praxe se nový systém však nepodařilo dobře zavést.
Jedním z nově vznikajících krajů byl Českolipský kraj. Úředně byla Česká Lípa stanovena krajským městem 4. srpna 1849, přičemž zemská rozhodovací komise se předtím rozhodovala mezi Litoměřicemi a Českou Lípou, která měla k dispozici lepší vhodné budovy.
Nově zřízený Českolipský kraj měl 10 okresních úřadů řízených hejtmany. Krajský systém řízení byl formálně zahájen 15. ledna 1850. Sídly okresních, hejtmanských úřadů byly (abecedně) Česká Lípa, Děčín, Dubá, Frýdlant, Jablonné v Podještědí, Liberec, Litoměřice, Rumburk, Šluknov a Ústí nad Labem.
Okresní hejtmanství zahájila činnost nedlouho po krajském, ke dni 31. ledna 1850. V rámci každého z těchto okresů měly fungovat okresy soudní. Soudních okresů bylo v politických okresech i několik.

### Další reforma
Důsledkem porážky revoluce bylo již roku 1851 zrušení ústavy a nástup režimu Bachovy administrativy. Téhož roku začaly přípravy na reorganizaci státní správy, ke které došlo definitivně na jaře roku 1855. Krajský úřad Českolipského kraje ukončil svou činnost 11. května 1855. Jeho území bylo rozděleno do dvou nově vzniklých krajů, litoměřického a mladoboleslavského.
V Čechách bylo v roce 1855 dosavadních 7 krajů nahrazeno novými 13 kraji. Ovšem při další reformě bylo krajské zřízení v říjnu 1862 zrušeno, zůstal systém okresů.  

## Současnost
Území zrušeného Českolipského kraje je po roce 2000 součástí dvou krajů, Ústeckého a Libereckého. Pojem českolipský kraj byl používán i po jeho administrativním zrušení (viz zřízení Muzejního spolku pro Kraj Českolipský v červenci 1945) a dodnes se užívá pro krajinu Českolipska.